# Controguerra Passerina
Le Controguerra Passerina est un vin italien de la région Abruzzes doté d'une appellation DOC depuis le 20 août 1996. Seuls ont droit à la DOC les vins blancs récoltés à l'intérieur de l'aire de production définie par le décret. 

## Aire de production
Les vignobles autorisés se situent en province de Teramo dans les communes de Controguerra, Torano Nuovo, Ancarano, Corropoli et Colonnella.

## Caractéristiques organoleptiques
- couleur : jaune paille avec des reflets de jaune d’or
- odeur : typique
- saveur : frais

## Production
Province, saison, volume en hectolitres :
- Teramo  (1996/97)  207,62